# Mamadou Bah
Pour les articles homonymes, voir Bah.
Mamadou Diouldé Bah, né le 25 avril 1988 à Conakry (Guinée), est  un footballeur international guinéen évoluant au poste de milieu de terrain.
Il a participé à la Coupe d'Afrique des nations 2008 avec la sélection guinéenne.

## Carrière
Il dispute son premier match en ligue 1 le 12 avril 2008 contre Valenciennes, dont le match se terminera par une défaite 2 - 0.
Il est international guinéen depuis 2008.
En 2010, il est convoité par le promu en Premier League Blackpool. Son départ permettrait à Strasbourg d'homologuer plusieurs contrats de joueurs bloqués par la DNCG.
Le 31 août 2010, il est vendu par Strasbourg au club allemand du VfB Stuttgart, où il signe un contrat de trois ans. L'indemnité de transfert est évalué à 600 000 euros. En janvier 2014, il revient dans son club formateur du RC Strasbourg alors en National.
| Club                       | Saison                 | Championnat national | Championnat national | Championnat national | Coupe nationale | Coupe nationale | Coupe nationale  | Total  | Total | Total            |
| Club                       | Saison                 | Matchs               | Buts                 | Passes décisives     | Matchs          | Buts            | Passes décisives | Matchs | Buts  | Passes décisives |
| -------------------------- | ---------------------- | -------------------- | -------------------- | -------------------- | --------------- | --------------- | ---------------- | ------ | ----- | ---------------- |
| RC Strasbourg ( France)    | 2007-2008 (Ligue 1)    | 5                    | 0                    | 0                    | 0               | 0               | 0                | 5      | 0     | 0                |
| RC Strasbourg ( France)    | 2008-2009 (Ligue 2)    | 27                   | 2                    | 0                    | 1               | 0               | 0                | 28     | 2     | 0                |
| RC Strasbourg ( France)    | 2009-2010 (Ligue 2)    | 29                   | 2                    | 0                    | 2               | 0               | 0                | 31     | 2     | 0                |
| VfB Stuttgart ( Allemagne) | 2010-2011 (Bundesliga) |                      |                      |                      |                 |                 |                  |        |       |                  |
| RC Strasbourg ( France)    | 2013-2014 (National)   |                      |                      |                      |                 |                 |                  |        |       |                  |
| Total carrière             |                        | 61                   | 4                    | 0                    | 3               | 0               | 0                | 64     | 4     | 0                |